# Bayan-Ovoo (distrikt i Mongoliet, Bajanchongor)
Bayan-Ovoo (mongoliska: Баян-Овоо Сум, Баян-Овоо, Bayan-Ovoo Sum) är ett distrikt i Mongoliet.   Det ligger i provinsen Bajanchongor, i den centrala delen av landet, 500 km väster om huvudstaden Ulaanbaatar.